# Manifiesto de Blasfemia (album)
Manifiesto de Blasfemia – drugi album studyjny polskiej grupy muzycznej Stillborn. Wydawnictwo ukazało się w 22 września 2007 roku nakładem wytwórni muzycznej Pagan Records. Nagrania zostały zarejestrowane w Kwart Studio w Bochni przez Piotra Lekkiego oraz w Screw Factory Studio w Dębicy. Gościnnie na płycie wystąpił Konrad "Destroyer" Ramotowski znany z występów w grupie Hate.

## Lista utworów
Opracowano na podstawie materiału źródłowego.
1. „Harbinger of Evil” – 00:55
2. „Infernal Goat Worship” – 05:19
3. „Seeds of Doom” – 03:52
4. „Preliminary Dirge” – 01:35
5. „Nekromassakr: Death's Coronation” – 03:13
6. „Die Fuckers” – 02:11
7. „Angel Ripper” – 04:06
8. „Manifiesto de Blasfemia” – 03:06
9. „Natural Born Destroyers” – 03:46
10. „Pest: Ravager of Humanity” – 04:31
11. „Blood and Conflagration” – 03:02